# Syntezator modularny

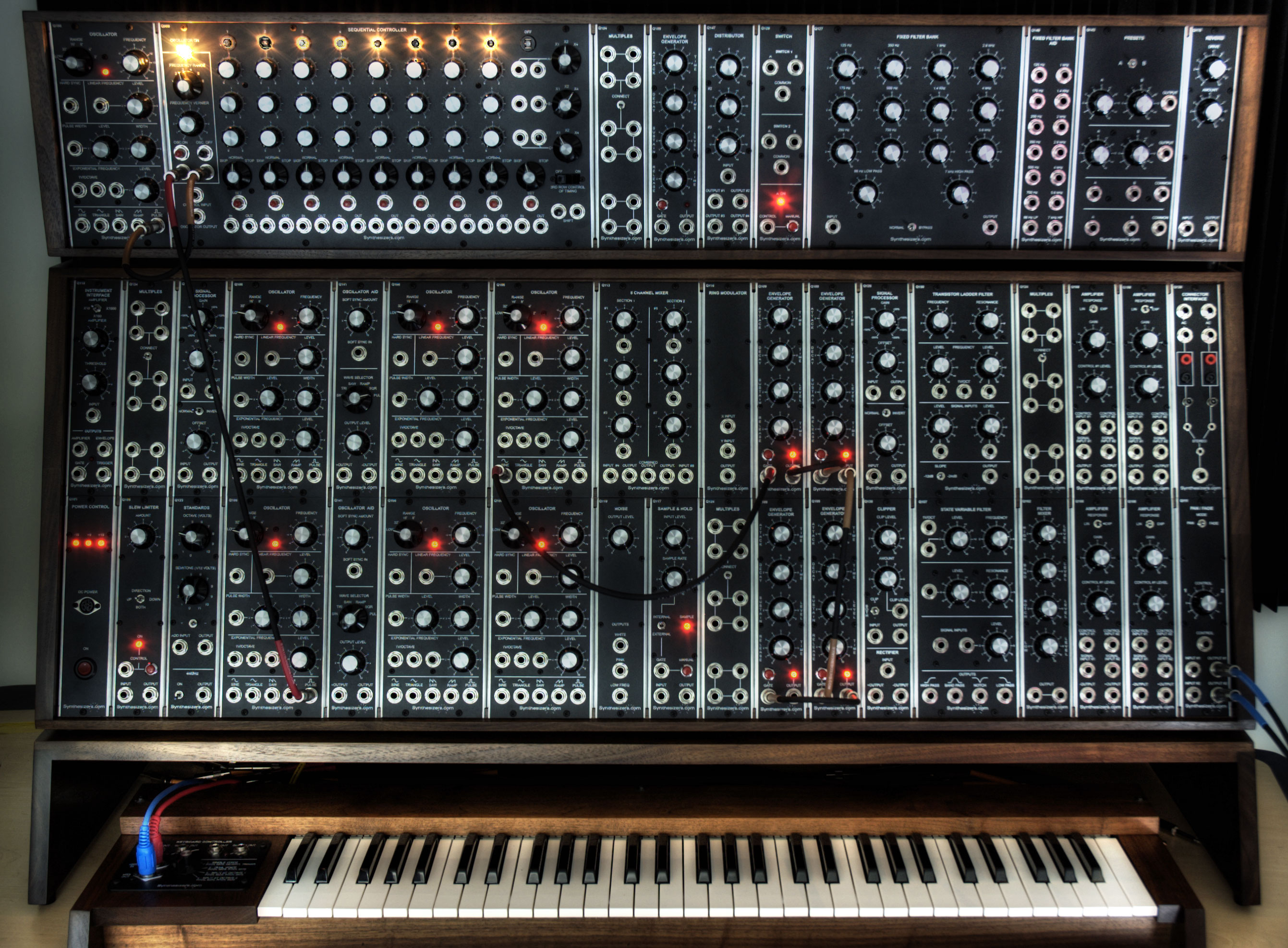
Modularny syntezator firmy Synthesizers.com

Syntezator modularny – syntezator zbudowany w formie systemu składającego się z niezależnych modułów (bloków składowych), pełniących podstawowe funkcje generowania oraz przekształcania sygnałów (oscylatory, filtry, modulatory itp.). Poszczególne moduły posiadają wejścia sygnałowe, wejścia sterujące (pozwalające wpływać na parametry generowanego lub przekształcanego sygnału) oraz wyjścia, gdzie wyprowadzany jest produkowany przez nie przebieg sygnału.
Podstawową zasadą syntezatora modularnego jest to, że moduły można łączyć w dowolnej konfiguracji, ponieważ każdy sygnał produkowany przez moduł można potraktować zarówno jako sygnał foniczny, jak i wartość sterującą pracą kolejnego modułu. Dzięki tej uniwersalności, syntezator modularny można wykorzystać do syntezy subtraktywnej, syntezy addytywnej, syntezy FM i wielu innych sposobów wytwarzania dźwięków. Aby takie dowolne połączenia były możliwe, wszystkie moduły muszą działać według określonego standardu sterowania. Najbardziej popularnym standardem jest sterowanie napięciowe według ściśle określonej skali (na przykład: napięcie sterujące w zakresie −5 V…+5 V, przy czym zmianie napięcia o 1 V towarzyszy zmiana częstotliwości oscylatora lub filtru o 1 oktawę).

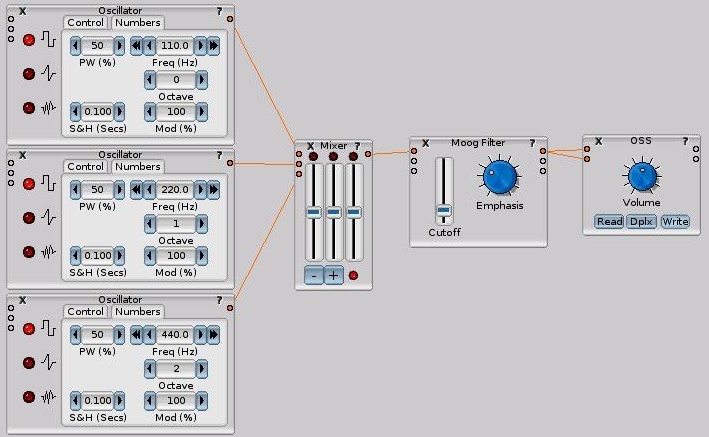
Przykład programowego syntezatora modularnego

Syntezatory modularne mogą mieć postać sprzętową – urządzenia analogowego, urządzenia cyfrowego – lub programu komputerowego (instrument wirtualny). W przypadku realizacji sprzętowej połączenia pomiędzy modułami realizowane są za pomocą specjalnych kabli albo pola komutacyjnego (krosownicy). W przypadku realizacji programowej na ekranie komputera wyświetlane są graficzne elementy symbolizujące moduły, które użytkownik łączy posługując się myszką.

## Klasyczne moduły syntezatora analogowego
Istnieje bardzo duża rozmaitość modułów syntezatorowych pełniących różnorodne funkcje generacji i przekształcania sygnałów. Do najważniejszych i najczęściej spotykanych modułów zaliczyć można:
- oscylator, na przykład generator sterowany napięciem (VCO) – podstawowe źródło przebiegów okresowych, najczęściej produkujące elementarne kształty fali;
- filtr, na przykład filtr sterowany napięciem (VCF) – urządzenie pozwalające na zubożenie widma sygnału lub nadanie mu określonej charakterystyki amplitudowej;
- wzmacniacz o zmiennym wzmocnieniu, na przykład wzmacniacz sterowany napięciem (VCA) – urządzenie pozwalające sterować zmienną amplitudą sygnału;
- generator obwiedni, na przykład generator ADSR – urządzenie produkujące przebieg jednorazowy służący do sterowania zmianą parametrów dźwięku w czasie (np. zmianą głośności);
- generator przebiegów wolnozmiennych (LFO) – urządzenie produkujące przebiegi okresowe o bardzo małej częstotliwości, służące głównie do modulowania parametrów sygnału w celu uzyskania efektów, takich jak vibrato czy tremolo;
- modulator, na przykład modulator kołowy lub modulator zrównoważony – urządzenie służące do modyfikacji jednego sygnału innym sygnałem (na przykład mnożenia);
- sekwencer - urządzenie produkujące napięcie, które zmienia się skokowo, w ciągu zaprogramowanych kroków
- generator szumu – urządzenie produkujące przebieg szumowy, na przykład szum biały albo szum różowy

## Historia

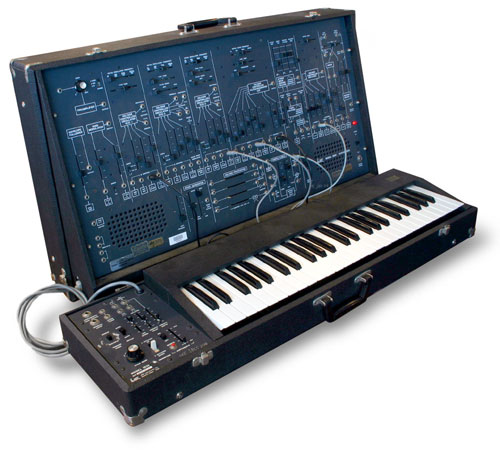
Syntezator ARP 2600

Systemy modularne były pierwszymi powszechnie dostępnymi syntezatorami. Do ich zalet należały duże możliwości kreacji dźwięku, natomiast wadami były wysoka cena oraz spore wymiary. Przykładem jest seria syntezatorów modularnych Mooga, zapoczątkowana w 1967 r. W latach 70. firma ARP Instruments produkowała syntezatory ARP 2500 oraz ARP 2600. W 1978 firma Korg zaprezentowała pół-modularny model MS-20. Jego możliwości brzmieniowe nie były tak duże jak klasycznych systemów modularnych, jednak instrument ten był w pełni przenośny.
Obecnie na rynku funkcjonuje wielu producentów modułów syntezatorowych w kilku popularnych formatach. Nazwy formatów nawiązują do gabarytów paneli czołowych modułów, liczonych w jednostakach U (1U to pojedyncza wysokość standardu studyjnego rack 19 cali): MU/5U (wzorowane na formacie firmy Moog, obecnie produkowane przez firmy Synthesizers.com, Club of the Knobs, MOTM, Cynthia), Eurorack/3U (zapoczątkowane przez firmę Doepfer, obecnie ponad 100 producentów, np. Intellijel, Mutable Instruments, Analogue Systems, Bastl Instruments, Malekko, MakeNoise, Noise Engineering, Enorphin.es, WMD, SynthTech, XAOC devices), tzw. FracRack (zapoczątkowane przez firmy Blacet i PAiA), 4U (zapoczątkowane przez firmy Serge i Buchla, obecnie oferowane przez Random*Source), i inne. Występują również wirtualne syntezatory modularne, które są cyfrowymi emulacjami. Przykładami takich systemów są: Reaktor firmy Native Instruments, Nord Modular firmy Clavia, VCV rack, SofTube Modular, Arturia Modular.